# 安东尼奥·斯塔拉巴
鲁迪尼侯爵安东尼奥·斯塔拉巴（1839年4月16日—1908年8月7日），是意大利王国时期的律师、右派政治家。他曾分别于1891年至1892年，1896年至1898年两度担任意大利总理。